# Полевая армия «Бернолак»
Полевая армия «Бернолак» (словац. Slovenská Poľná Armáda skupina "Bernolák") — словацкая армия, действовавшая во Второй мировой войне на стороне гитлеровской Германии. Названа в честь Антона Бернолака.

## История
30 августа 1939 года, перед вторжением в Польшу, в Словакии было мобилизовано 51306 человек. Руководство этой военной группировки разместилось в Спишской Новой Веси, командовал армией генерал Фердинанд Чатлош. Словацкий сектор находился в зоне действий немецкой группы армий «Юг». Словацкие части прикрывали левый фланг немецкой 14-й армии. 5 сентября словацкое командование сформировало подвижную группу «Калинчак», которая перешла границу и двигалась вперёд, но в активные бои не вступала.

## Состав
- 1-я пехотная дивизия, под командованием Антона Пуланиха
- 2-я пехотная дивизия, до 5 сентября под командованием Яна Имро, потом — Александра Чундерлика
- 3-я пехотная дивизия, под командованием Августина Малара
- подвижная группа «Калинчак», под командованием Яна Имро
- два артиллерийских полка, бронепоезд «Бернолак», батальон связи «Бернолак», батальон «Тополь», два отдельных батальона пехоты.